# ヨブ

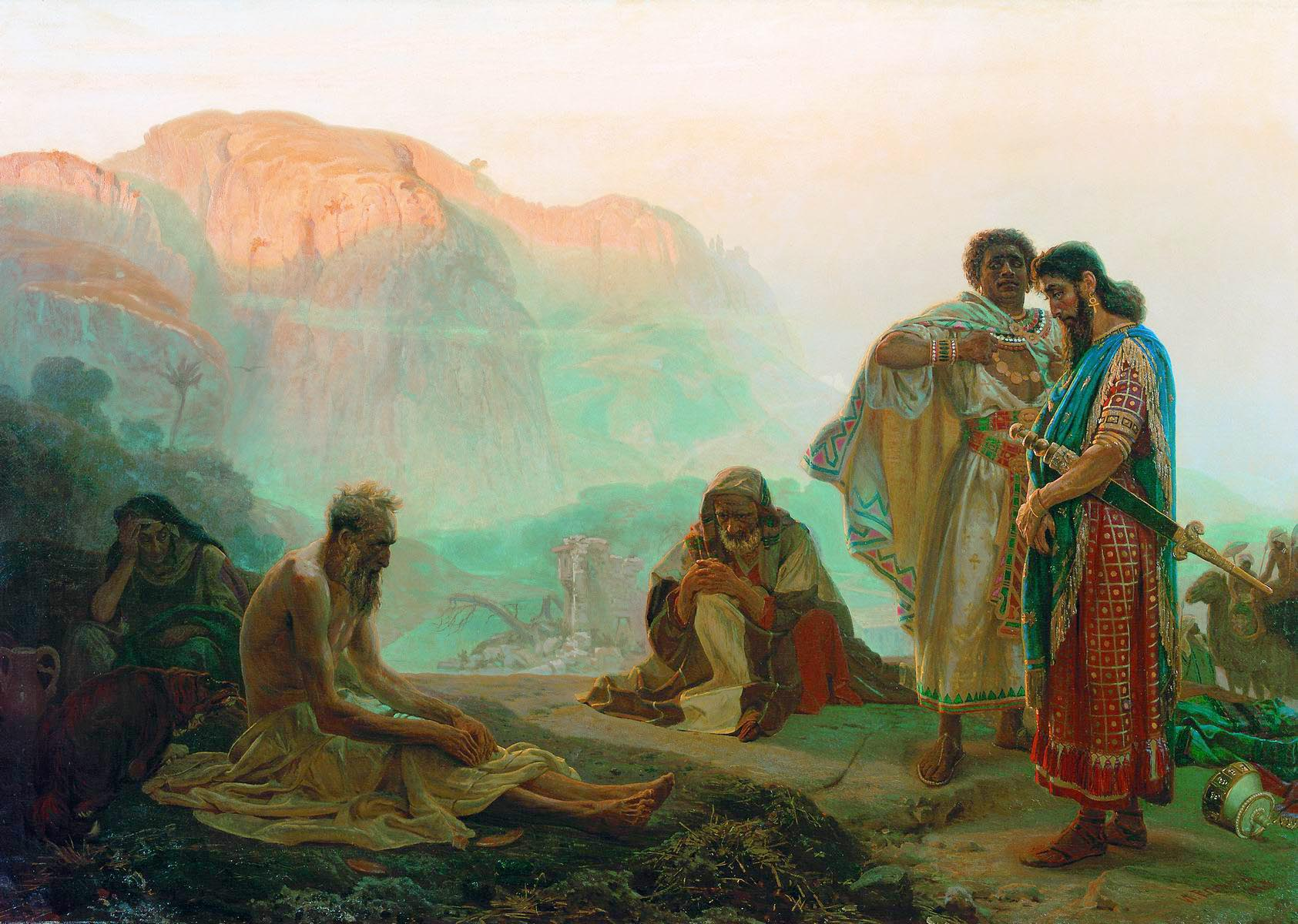
「ヨブと彼の友」,イリヤ・レーピン画,ロシア美術館所蔵

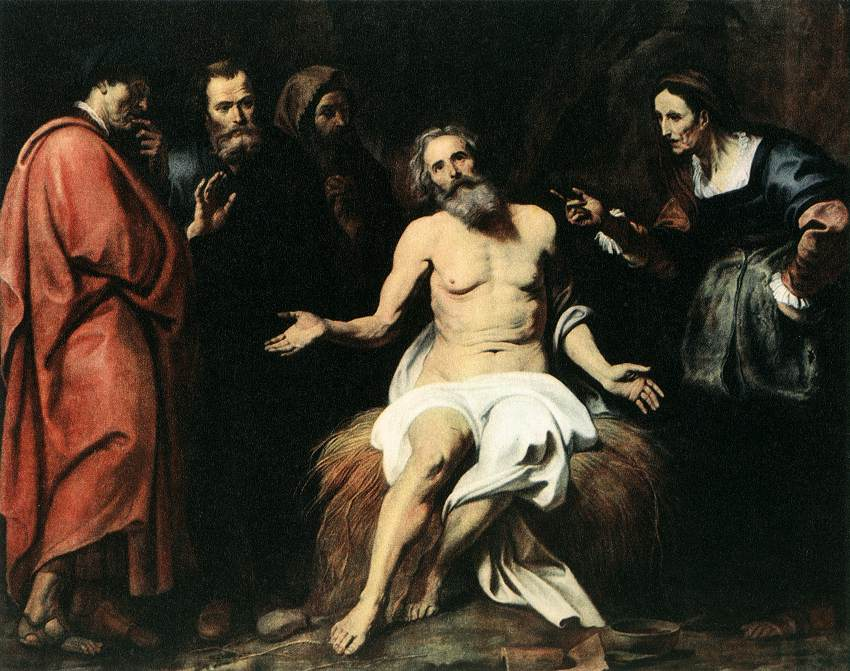
「忍耐強いヨブ」,ヘラルト・セーヘルス画

ヨブ (ヘブライ語: אִיּוֹב 'Iyyov、ギリシア語: Ιώβ Iob、 アラビア語:  أيّوب , Ayyūb) は、旧約聖書の『ヨブ記』の主人公。多くの忍耐の中で神への信仰を貫いた人物として書かれる。

## 聖書での記述

### ヨブ記
以下、注記しない限り『ヨブ記』の参照聖句である。
ウツに住んでいたヨブには、妻と息子7人と娘3人、使用人、財産があった (1:1-3)。彼は、町の門に座す者で、老人や君たちから尊敬されていた (29:5-11)。彼は神の目から見ても義人であった (1:8)。しかし、神の賞賛を聞いた御使いたちのうち、サタンはヨブの忠誠に対して、利益を期待しての信仰だろうと疑いを投げかける。サタンは神の許しをえてヨブを試すことにし、彼のすべての財産と家族を失わせる (1:7-22)。それでもヨブは「わたしは裸で母の胎を出た。裸でそこに帰ろう。主は与え、主は奪う。主の御名はほめたたえられよ」 (1:21)。といって揺るぎない信仰を示す。サタンは今度は、ヨブにひどい皮膚病をかける。妻には神を呪って死んだ方がましだとさえ言われるが、ヨブは忠誠を保ち続けた。
遠方からヨブの3人の友が駆けつけるが、ヨブの変わり果てた姿に悲嘆し、7日の間、一言も慰めの言葉をかける事もできなかった (2章)。ついに3人の友はヨブに語りかけるが、「神は罪を犯した者に対して正しく罰を与える。いまヨブが災いを被っているのは、実は何らかの罪を犯したゆえではないか。罪を認めて信仰に立ち戻ってはどうか」というその言葉は、病苦で弱っているうえに罪を犯した覚えがないヨブにとって暴言であり不当であった (12:4、16:2、19:2、26:2)。ヨブは仲間から非難されるがあまり、忠誠を堅く守り続けるものの、反論が自己弁護に過ぎてしまった (32:2)。それゆえ、エリフに神より自分を義なる者とする事を咎められ、神自身も現れて、神の見地がいかに人間より高いかを知らしめた (32-41章)。
こうして、ヨブはへりくだり3人の友のために祈り、まったき忠誠を保った事を証明すると、病は治され、神によって以前の2倍の財産を与えられ、子供たちにも恵まれ、4代にわたって孫を見るほど長生きして幸せな後半生を送り、140歳まで生きた (42章)。

### エゼキエル書
『エゼキエル書』の中でヤハウェ神は、ヨブの事を義の模範者の3人(他2人はノアとダニエル)のうちの1人であると言及している (エゼキエル書14:14、20)。

### ヤコブの手紙
『ヤコブの手紙』は、ヨブの結末を神の慈悲深さと結びつけている (ヤコブ 5:11)。

## ヨブからの命名
ジュズダマの学名 Coix lacryma-jobi の種小名と、英語名"Job's tears"は「ヨブの涙」を意味する。